# Нейпелс (Вісконсин)
Нейпелс (англ. Naples) — місто (англ. town) в США, в окрузі Баффало штату Вісконсин. Населення — 697 осіб (2020).

## Демографія
Згідно з переписом 2010 року, у місті мешкала 691 особа в 257 домогосподарствах у складі 203 родин. Було 278 помешкань
Расовий склад населення:
| - 99,7 % — білих - 0,3 % — чорних або афроамериканців |

До двох чи більше рас належало 0,0 %. Частка іспаномовних становила 1,4 % від усіх жителів.
За віковим діапазоном населення розподілялося таким чином: 27,8 % — особи молодші 18 років, 58,3 % — особи у віці 18—64 років, 13,9 % — особи у віці 65 років та старші. Медіана віку мешканця становила 43,6 року. На 100 осіб жіночої статі у місті припадало 99,1 чоловіків;  на 100 жінок у віці від 18 років та старших — 111,4 чоловіків також старших 18 років.
Середній дохід на одне домашнє господарство  становив 61 077 доларів США (медіана — 46 786), а середній дохід на одну сім'ю — 75 582 долари (медіана — 64 583). Медіана доходів становила 39 375 доларів для чоловіків та 32 857 доларів для жінок. За межею бідності перебувало 5,7 % осіб, у тому числі 4,1 % дітей у віці до 18 років та 5,7 % осіб у віці 65 років та старших.
Цивільне працевлаштоване населення становило 347 осіб. Основні галузі зайнятості: освіта, охорона здоров'я та соціальна допомога — 16,4 %, виробництво — 16,1 %, мистецтво, розваги та відпочинок — 10,7 %, будівництво — 10,7 %.